# John Hubley
John Hubley (* 21. Mai 1914 in Marinette, Wisconsin; † 21. Februar 1977 in New Haven, Connecticut) war ein US-amerikanischer Zeichentrickfilmer, Regisseur und Zeichner.

## Leben
Für Walt Disney arbeitete er seit 1937 als Zeichner für Layouthintergründe bei dessen großen Spielfilmproduktionen Schneewittchen und die sieben Zwerge, Bambi und Fantasia. 1941 verließ er im Zuge eines Streiks der Zeichner das Studio als hauptberuflicher Mitarbeiter und arbeitete zunächst für Screen Gems, um dann mit anderen ehemaligen Kollegen – die von Disneys autokratischem Stil abgeschreckt waren – United Productions of America zu gründen.
1952 drängte man ihn in die Isolation und aus UPA heraus, als er sich während der McCarthy-Ära vor dem Komitee für unamerikanische Umtriebe weigerte, Urheber „unamerikanischer Umtriebe“ zu benennen. In der Folge arbeitete Hubley meist für die Werbung oder bei Kurzfilmen, da er auf der so genannten Schwarzen Liste zu finden war. Dort erschien sein Name nicht im Abspann, sodass beide Seiten keine Angst vor Repressionen haben mussten.
Mit seinem 1956 mit seiner Ehefrau Faith Hubley gegründeten eigenen Trickfilmstudio Storyboard Studios brachte er drei Jahre später den von den Kritikern aufgrund der differenzierten Darstellung der Figuren und der Farbgebung gelobten Film Moonbird heraus. Für diesen Film gewann er bei der Oscarverleihung 1960 in der Kategorie Cartoon die begehrte Auszeichnung und konnte damit gleichfalls die ebenfalls nominierte Disney-Produktion Noah’s Ark schlagen. Sieben Jahre später errang er erneut die Trophäe für seine Auftragsarbeit für den Bandleader und Komponisten Herb Alpert (A Herb Alpert & the Tijuana Brass Double Feature).
Hubley beherrschte nicht nur den klassischen Disney-Stil der frühen Jahrzehnte und seinen eigenen kultivierten Stil, sondern auch die absurde Komik wie in Mister Magoo.
Hubley war auch als eigentlicher Regisseur für Unten am Fluss engagiert worden. Als jedoch die Arbeiten nach einem Jahr stagnierten, feuerte ihn der Produzent Martin Rosen und übernahm selbst die Regie. Das einzige, was von Hubleys Arbeit übrig blieb, ist die Eröffnungssequenz des Films. Diese unterscheidet sich signifikant vom Rest des Films und offenbart Hubleys Stil.

## Filmografie

### Screen Gems
- 1942: Wolf Chases Pigs
- 1942: Old Blackout Joe
- 1942: The Dumbconscious Mind
- 1942: King Midas, Junior
- 1943: The Vitamin G-Man
- 1943: Professor Small and Mister Tall
- 1943: He Can’t Make It Stick

### UPA
- 1944: Flat Hatting
- 1948: Robin Hoodlum
- 1949: The Magic Fluke
- 1949: Ragtime Bear
- 1950: Spellbound Hound
- 1950: Punchy de Leon
- 1951: Fuddy Duddy Buddy
- 1952: Rooty Toot Toot
- 1952: Madeline

### Storyboard Studios
- 1956: The Adventures of an *
- 1957: Harlem Wednesday
- 1958: Tender Game
- 1959: Moonbird
- 1959: The Tale of Old Whiff
- 1960: Children of the Sun
- 1961: Of Stars and Men
- 1962: The Hole
- 1963: The Hat
- 1966: A Herb Alpert & the Tijuana Brass Double Feature
- 1966: Urbanissimo
- 1967: Windy Day
- 1968: Of Men and Demons
- 1969: Zuckerkandl
- 1970: Eggs
- 1972: Dig
- 1973: Cockaboody
- 1974: Voyage to Next
- 1975: People, People, People
- 1976: Everybody Rides the Carousel
- 1976: Second Chance: Sea
- 1977: A Doonesbury Special

### National Film Board of Canada
- 1966: The Cruise